# Zemská samospráva Němců v Maďarsku
Zemská samospráva Němců v Maďarsku, oficiálně maďarsky Magyarországi Németek Országos Önkormányzata (MNOÖ), německy Landesselbstverwaltung der Ungarndeutschen (LdU), je kulturní a politická organizace německé národnostní menšiny žijící na území současného Maďarska.

## Předsednictvo
- Ottó Heinek (1999–2018)
- Olívia Schubert (2018–2019)
- Ibolya Englenderné Hock (2019– )

## Parlamentní menšinový mluvčí
Na základě volebního zákona mohou národnostní a etnické menšiny volit své zástupce v parlamentních volbách. Pokud počet odevzdaných hlasů na celostátní kandidátní listinu národnostní menšiny dosáhne na sníženou kvótu (22 202 hlasů ve volbách 2014), získá mandát poslance s hlasovacím právem. Pokud je počet hlasů nižší, tak kandidát na 1. místě menšinové kandidátky získá mandát tzv. menšinového přímluvčího (Nemzetiségi szószóló), který nedisponuje hlasovacím právem.
- 7. volební období (2014 – 2018): Ottó Heinek[3], Imre Ritter, 1. německý menšinový přímluvčí[4]
- 8. volební období (2018 – 2022): Imre Ritter, 1. německý menšinový poslanec s hlasovacím právem[5]
- 9. volební období (2018 – 2022): Imre Ritter, německý menšinový poslanec s hlasovacím právem

## Volební výsledky
| Volby | Počet registrovaných voličů | Počet hlasů | Poměr hlasů (%) | Snížená kvóta | Počet mandátů | Pozice v parlamentu | Volební lídr |
| ----- | --------------------------- | ----------- | --------------- | ------------- | ------------- | ------------------- | ------------ |
| 2014  | 15 209                      | 11 415      | 0,23            | 22 022        | 0             | menšinový přímluvčí | Ottó Heinek  |
| 2018  | 33 261                      | 26 477      | 0,46            | 23 829        | 1             | menšinový poslanec  | Imre Ritter  |
| 2022  |                             | 24 630      | 0,46            | 23 085        | 1             | menšinový poslanec  | Imre Ritter  |